# All in Print
Die All in Print ist die bedeutendste Fachmesse für die Druck- und Papierverarbeitungstechnik in China. Sie fand bisher 2003, 2006 und 2008 in Shanghai im Shanghai New International Expo Centre statt.
| Jahr | Ausstellungsfläche in m² | Besucher | Aussteller aus Ländern |
| ---- | ------------------------ | -------- | ---------------------- |
| 2003 | 20.158                   | 53.389   | 480 aus 23             |
| 2006 | 35.649                   | 49.337   | 671 aus 26             |
| 2008 | 32.845                   | 70.022   | 634 aus 18             |